# Delphinium xichangense
Delphinium xichangense är en ranunkelväxtart som beskrevs av Wen Tsai Wang. Delphinium xichangense ingår i släktet storriddarsporrar, och familjen ranunkelväxter. Inga underarter finns listade i Catalogue of Life.